# Олесь Ульяненко
Оле́сь Улья́ненко (настоящее имя — Александр Станиславович Ульянов; 1962 — 2010) — украинский писатель.

## Биография
Родился 8 мая 1962 года в Хороле (Полтавская область, Украина) В молодости бродяжничал в Якутии, служил десантником в Советской армии в ГСВГ и Афганистане.
Заявлял, что у него украли идею сценария фильма «Жмурки».
О творчестве Олеся Ульяненко писательница Яна Дубинянская сказала так: «Читать прозу Олеся Ульяненко способен не каждый. По крайней мере, людям с уязвимой психикой, несовершеннолетним и беременным женщинам я бы категорически не советовала».
По утверждению Олеся Ульяненко, за книгу «Знак Саваофа» его предала анафеме Русская православная церковь.
В 2009 году Национальная экспертная комиссия по вопросам защиты общественной морали признала книгу Олеся Ульяненко «Жінка його мрії» («Женщина его мечты») порнографической. Книга была изъята из продажи. Ульяненко подал в суд на Национальную экспертную комиссию по морали. После девяти месяцев разбирательства негативный экспертный вывод был отозван, и в 2010-м году роман вышел в новой авторской редакции в харьковском издательстве «Треант» .
По мнению критика Константина Родика, «сквозной темой всего творчества А. Ульяненко является изучение человеческих иллюзий: зарождение, способы реализации и последствия осуществления желаний; роль подсознания в этом и конфликтология иллюзий-желаний… Несмотря на мрачность своего письма, А. Ульяненко — писатель-моралист, в чьих произведениях зло всегда самоуничтожается».
Жил в Киеве.
В декабре 2009 года в издательстве «Треант» вышла новая книга Олеся Ульяненко — криминальная мелодрама «Там, где Юг», а весной 2010, там же — второе издание книги «Женщина его мечты».
Умер 17 августа 2010 года. Похоронен в Киеве на Байковом кладбище, участок № 33.

Доктор Марк Роберт Стех: «Для меня уже первая встреча с письмом Олеся Ульяненко, а это было чтение „Сталінки“, которую считаю одним из лучших его произведений, — вызвала ощущение контакта с аутентичным и неповторимым литературным талантом. Правда, талантом, чье назначение смущать и беспокоить, вызывать тревогу и боль, скорей чем приносить наслаждение. В его письме очень много жестокости, но это не брутальность ради брутальности, да и не попытка эпатировать невзыскательного читателя. Скорей наоборот. Как по мне, в своей сути Ульяненко — писатель-моралист едва не средневекового, точней барочного склада души.
В этом контексте всегда удачным мне казался выбор издательства „Кальварія“ — дополнить текст „Сталінки“ фрагментами картин Иеронима Босха, Петера Брейгеля Старшего. Ведь в прозе Ульяненко находим аналогичное, словно бы гротескно искривленное изображение человека и общества. Как омерзительны лица людей на картинах фламандских мастеров, которые вместо того, чтобы „реалистично“ изображать внешний вид, заглядывают в глубину грешных душ, так и словно преувеличенно жестокие, дегенерированные персонажи произведений Ульяненко призваны служить читателю предупреждением о последствиях душевного вырождения.
Автор видит и описывает человека и общество Украины из метафизической, апокалиптической перспективы, выявляя то редко видимое, что прячется за фасадом добропорядочности. Как Босх и Брейгель, Ульяненко видит и описывает своих персонажей не только немощными в реальной жизни, но и проклятыми в вечности. В этом смысле ещё удачней, мне кажется, чем картины фламандцев, „Сталінку“ дополнили бы сцены Страшного Суда с украинских барочных икон. Ведь, кроме всего прочего, Ульяненко органично украинский прозаик».— Газета «Голос Украины», 4 ноября 2010:
Примером литературоведческого исследования творчества Олеся Ульяненко служит диссертация Надежды Тендитной «Эстетика смерти в прозе Е. Пашковского и О. Ульяненко».

## Награды и премии
- Государственная премия Украины имени Тараса Шевченко (1997) — за роман «Сталинка»[1]
- премии журналов «Сучаснисть» и «Благовест».

## Романы
- «Сталинка»
- «Дофин сатаны»
- «Зимняя повесть»
- «Богемная рапсодия»
- «Огненный глаз»
- «Сын тени»
- «Знак Саваофа»
- «Серафима»
- «Цветы Содома»
- «Женщина его мечты».

## Цитаты
- «Кучма был более либерален, чем наш пчеловод. Ющенко занимается тем, что восстанавливает гробы. Кучма не разбирался в некоторых вещах, и не лез туда. А этот человек ни в чем не разбирается — сельский мальчик, который „вышел замуж“ за американскую бабу, и сует нос куда его не просят»[8].